# Chenôve
Chenôve è un comune francese di 14 303 abitanti situato nel dipartimento della Côte-d'Or nella regione della Borgogna-Franca Contea.

## Amministrazione

### Gemellaggi
La sezione locale della "Établissement Français du Sang" (associazione francese dei donatori di sangue) è gemellata con la sezione AVIS di:
- Parabiago, dal 1972

## Società

### Evoluzione demografica
Abitanti censiti